# Martín Alejo Conde
Martín Alejo Conde (n. Mar del Plata, Argentina, 25 de agosto de 1971) es un jugador profesional de voleibol argentino. Ha participado junto a Mariano Baracetti en diversos torneos representando a su país.

## Participaciones destacadas
- Juegos Olímpicos de Atlanta 1996 (junto a Eduardo Martínez). (13° puesto)[1]
- Juegos Olímpicos de Sídney 2000 (junto a Eduardo Martínez). (9° puesto)[1]
- Campeonato Mundial de Vóley Playa de 2001, Klagenfurt, Austria. (1° puesto)
- Tour Mundial de 2002. (1° puesto)[2]
- Juegos Olímpicos de Atenas 2004 (junto a Mariano Baracetti). (9° puesto)[1]
- Campeón Argentino de Voleibol Playa 2007 (junto a Facundo Del Coto).[3]
- Juegos Olímpicos de Pekín 2008 (junto a Mariano Baracetti). (19° puesto)[1]